# باريس سان جيرمان موسم 2002–03

## موسم 02-2003: بداية جيدة ونهاية كارثية
كان الجميع في باريس متفائلاً مع بداية هذا الموسم حيث كان التعويل على تأقلم رونالدينيو جيداً مع كرة القدم الفرنسية بالإضافة للتعاقدات التي أبرمها النادي لسد الثغرات التي يعاني منها، لكن على الرغم من كل هذا كان الموسم كارثيا ! بسبب تأثّر الفريق بالكثير من المشاكل الداخلية، وبعدما كان الفريق قاب قوسين أو أدنى من انتزاع الصدارة في المرحلة الثالثة عشرة، أنهى الموسم في المركز الحادي عشر، وهو أسوأ ترتيب له منذ 15 عاما.

بل الأكثر من ذلك حيث عانى الفريق من إضراب الجماهير عن حضور مباراته أمام نادي تروا في ملعب بارك دي برينس لعدم رضاه عن نتائج الفريق، تأخر باريس سان جرمان بهدفين لصفر في أول نصف ساعة من المباراة، ودخلت مجموعة قليلة من الجماهير لتصب جام غضبها على اللاعبين الذين انتفضوا وخرجوا فائزين في النهاية 2-4،

في نهاية الموسم كان لدى الفريق فرصة لإنقاذ موسمه وضمان المشاركة الأوروبية عندما واجه نادي أوكسير في المباراة النهائية لكأس فرنسا لكنه خسر اللقاء 2-1 على ملعب استاد دو فرانس في مباراة شهدت طرد مهاجمه هوغو ليال،

وربما يكون أبرز ما فعل الفريق في هذا الموسم هو فوزه ثلاث مرات على الغريم مرسيليا بينها واحد على ستاد فيلودروم هو الأول منذ 20 عاماً، حين سجل في المجموع ثمانية أهداف في مرمى مرسيليا واستقبلت شباكه هدفا واحدا فقط.

وانتهى الموسم بانتخاب رئيس جديد وتعيين مدرب جديد، لتتطلّع الجماهير لاستعادة الفريق لتوازنه حتى لا يكون موسمه القادم شبيهاً بسابقه.